# Речь Владимира Путина о начале вторжения на Украину
24 февраля 2022 года — в день начала вторжения России на Украину — президент России Владимир Путин обратился к гражданам России и военнослужащим Вооружённых сил Украины по телевидению. Основной целью обращения было подготовить общественное мнение и объяснить причины и мотивы принятого российским руководством решения о вторжении. Фактическая неточность и идеологическая направленность обращения президента вызвали массовую критику. В качестве одного из оправдательных предлогов для вторжения Владимир Путин использовал не соответствующее действительности представление Украины как неонацистского государства, ведущего геноцид в Донбассе.

## Обращение
24 февраля 2022 года в 05:30 по московскому времени российские государственные телевизионные каналы начали трансляцию обращения Владимира Путина. Обращение Путина вышло в эфир во время начавшегося вечером 23 февраля по вашингтонскому времени экстренного заседания Совета безопасности ООН по ситуации на Украине.
После этого 24 февраля 2022 года, примерно в 5 часов утра по киевскому времени российские ВКС нанесли ракетно-бомбовые удары по военным объектам Украины, а сухопутные войска вошли на территорию Украины с нескольких направлений, в том числе из Крыма и с территории Белоруссии. Началось вторжение России на Украину.

### Содержание обращения
В своей речи Путин анонсировал начало вторжения на Украину, которое он называет «специальной военной операцией». Он заявил о том, что НАТО приближается к границам России, и что Россия действует в соответствии со статьёй 51 части 7 устава ООН, добавив, что не была оставлена «ни одна другая возможность защитить Россию». Целью вторжения на Украину Путин назвал «защиту людей, которые на протяжении восьми лет подвергаются издевательствам, геноциду со стороны киевского режима», а для предотвращения якобы происходящих издевательств и геноцида России необходимо «демилитаризировать и денацифицировать Украину».

## Оценки

### Расширение НАТО
DW рассмотрела тезис президента России о расширении НАТО и признала его вводящим в заблуждение. После распада СССР в НАТО было принято 14 новых стран, причём четыре из них имеют общую границу с Россией. Украине в 2008 году была представлена перспектива вступления в НАТО, однако с тех пор процесс был заморожен, и канцлер Германии Олаф Шольц во время своего визита в Россию в середине февраля 2022 года подтвердил этот статус в обозримом будущем. Логистическая инфраструктура и аэродромы, пригодные для усиления войск, были созданы уже после аннексии Крыма Россией и были реакцией на эти действия Москвы. Особую озабоченность у России вызвало развёртывание систем противоракетной обороны в Польше и дальнейшие планы. Система ПРО позволяет перехватывать баллистические ракеты малой и средней дальности, но Россия отказалась от диалога по контролю этих вооружений.
С окончания Холодной войны и до вторжения России на Украину в 2014 НАТО уменьшало свои ресурсы и силы в Европе. В это же время Путин, наоборот, вкладывал значительные ресурсы в модернизацию и увеличение российских сил, дислоцированных в европейской части РФ.
Действия России не соответствовали заявленным Путиным целям вторжения и не способствовали их выполнению. Так, вступление Украины в НАТО было маловероятно из-за боёв, ведущихся в Донбассе, предотвращение вступления Украины в Альянс не требовало полномасштабного вторжения. Увеличение же контингента НАТО в Восточной Европе связано с угрожающими действиями самой России, аннексировавшей в 2014 году Крым. В результате вторжения заявки на вступление в Альянс подали ещё две страны — Швеция и Финляндия, а ВС НАТО, вероятно, будут лишь усилены. Конфликт в Донбассе унёс 14000 жизней, из них 3095 были гражданскими, но, вопреки заявлениям Путина, они погибли из-за боевых действий, а не «геноцида», и число жертв значительно сократилось с 2014—2015 годов. Вероятно, что цели, заявленные Путиным, скрывают реальную цель вторжения — свергнуть Зеленского и перевести Украину под полный контроль России.

### Статья 51 Устава ООН и договоры с ЛНР и ДНР
Отсылка Владимира Путина к статье 51 Устава ООН рядом юристов расценена как некорректная. Так, по мнению профессора Вашингтонского юридического колледжа Американского университета Роберта Голдмана, это «вопиющий пример нарушения центральных принципов миропорядка», а ссылка на статью 51 Устава ООН для оправдания военных действий против Украины на его взгляд сравнима с тем, «как если бы насильник обвинил жертву в агрессии».
Американский юрист, член Совета по международным отношениям Джон Беллинджер считает, что ссылка на просьбы о помощи якобы суверенных ЛНР и ДНР (они — не государства - члены ООН) не позволяет России использовать 51 статью Устава ООН, поскольку эта статья разрешает одному государству - члену ООН защитить другое государство - член ООН.
Швейцарский исследователь международного права Нико Криш ожидал использование 51-й статьи для оправдания применения силы одного государства против другого после признания Россией независимости ЛНР и ДНР, поскольку право на самооборону — единственное возможное оправдание и часто используемый риторический приём. Он утверждает, что статья 51 — это право на самооборону в исключительных случаях, в основном, когда нападение на страну уже совершено либо вот-вот начнётся. Для других ситуаций есть Совет безопасности ООН и иные механизмы разрешения конфликтов. Размытая угроза, которой, по мнению Владимира Путина, является НАТО, не может оправдать военные действия. Криш напомнил, что в начале 2000-х годов, когда США пытались ввести в качестве обоснования для применения военной силы концепцию «превентивной самообороны», большинство стран выступило против такой интерпретации и Россия была в их числе.
Отсылку к статье 51 Устава ООН отвергли также Организация по безопасности и сотрудничеству в Европе и генеральный секретарь ООН Антониу Гутерриш.

### Не соответствующие действительности заявления о неонацизме
В качестве оправдания вторжения Владимир Путин использовал представление Украины как неонацистского государства, которое было широко раскритиковано исследователями неонацизма и Холокоста как ложное, и, по словам историков, некорректно использовал термин «геноцид» и память о Второй мировой войне. 24 февраля в своём обращении о начале вторжения на Украину Владимир Путин назвал одной из целей вторжения «денацификацию» Украины и заявил, что «неонацисты захватили власть на Украине», а 25 февраля на совещании Совета Безопасности России назвал власти Украины «шайкой наркоманов и неонацистов».
Ведущие мировые исследователи истории Второй мировой войны, Холокоста, геноцида и нацизма (Джаред Макбрайд, Франсин Хирш, Тимоти Снайдер, Омер Бартов, Кристоф Дикман и другие) опубликовали в еженедельной газете Jewish Journal заявление, указывающее на некорректность риторики о неонацизме и подписанное почти 150 историками. Действия Владимира Путина в нём названы «циничным злоупотреблением» термином «геноцид», памятью о Второй мировой войне и о Холокосте, призванным приравнять Украину к нацистскому режиму и оправдать агрессию России в её адрес. Текст в Jewish Journal гласит, что авторы не намерены идеализировать украинские государство и общество и замечают в нём отдельные элементы ксенофобии, как и в любом государстве, однако это не оправдывает российскую агрессию в отношении Украины. Как отмечает издание The Washington Post, «риторика борьбы с фашизмом глубоко резонирует в России, которая понесла огромные жертвы в борьбе с нацистской Германией во Второй мировой войне».
Социолог и философ Григорий Юдин заявил, что сам нарратив денацификации, который предложил Владимир Путин, представляется опасным. И этот нарратив имеет откровенные признаки родства с нацистской логикой.
Хотя на Украине имеются отдельные военизированные формирования, некоторые участники которых имеют ультраправые взгляды, вроде полка «Азов», никакой широкой поддержки у ультраправой идеологии нет ни в правительстве, ни в армии, ни на выборах: так, в ходе парламентских выборов 2019 года ультраправые националистические партии не сумели получить ни одного места в 450-местной Верховной раде, набрав всего около 2 % голосов избирателей, что гораздо меньше, чем во многих европейских странах. Кроме этого, на территории Украины с 2015 года действует закон «Об осуждении коммунистического и национал-социалистического (нацистского) тоталитарных режимов на Украине и запрете пропаганды их символики» (закон № 317-VIII) и есть примеры привлечения неонацистов к уголовной ответственности.
Отдельную критику от президента Украины Владимира Зеленского вызвало намерение Владимира Путина «денацифицировать» страну, поскольку его родственники стали жертвами Холокоста.
В интервью Deutsche Welle политолог Андреас Умланд отметил, что русскоязычный еврей Зеленский с большим отрывом выиграл президентские выборы 2019 года, в то время как его оппонентом был украинец. В свою очередь профессор в области исследования российской культуры и общества Университета Санкт-Галлена Ульрих Шмид слова Путина о необходимости «денацификации Украины» назвал «подлой инсинуацией», добавив, что в самой России ультраправых групп не меньше, чем на Украине.
Мемориальный музей жертв Холокоста в Освенциме выступил с решительным протестом по поводу обвинений Зеленского в неонацизме. Мемориальный музей Холокоста в Вашингтоне отметил, что еврейское население Украины очень сильно пострадало во Второй мировой войне, будучи практически полностью уничтожено нацистской Германией, и высказал поддержку украинскому народу, включая тысячи людей, переживших Холокост, а обвинения в якобы проводимом на Украине геноциде назвал «беспочвенными и вопиющими».
Тимоти Снайдер, ведущий специалист по истории Центральной Европы и Холокосту, говорит, что Путин своей риторикой о «денацификации» пытается оправдать вторжение в демократическую страну — во главе с еврейским президентом, который потерял родственников во время Холокоста — борьбой с нацистами. Он называет аргументацию российского президента вариацией Большой лжи Гитлера — нацистской пропагандистской техникой, которая заключается в том, что если политический лидер повторит колоссальную ложь достаточно много раз, то люди в конечном итоге поверят в это.
Исследователи отмечают, что акцент на денацификации является инструментом пропаганды для потребления внутри РФ и для делегитимизации правительства Украины. Риторика денацификации — не слишком удачная попытка «замутить» международное правовое поле вокруг агрессии РФ. Путин, провозгласив денацификацию целью вторжения на Украину, фактически признал целью вторжения силовую смену режима на Украине. Риторика денацификации в конце концов ударила по самому Путину — западные СМИ сравнивают его с Гитлером.
Против обвинений высказались ведущие политики и авторитетные исследователи нацизма и геноцида: Генеральный секретарь ООН Антониу Гутерриш, канцлер Германии Олаф Шольц, председатель комиссии ЮНЕСКО по предотвращению геноцида Александр Хинтон и более 300 учёных-историков из разных стран, подписавших специальное заявление по этому поводу. С критикой обвинений Путина в адрес Зеленского в неонацизме и геноциде выступили Мемориальный музей жертв Холокоста в Освенциме, Мемориальный музей Холокоста в Вашингтоне, Международная ассоциация исследователей геноцида и Объединённая еврейская община Украины. В факт-чекинге PolitiFact обратил внимание на то, что число жертв российско-украинской войны среди гражданского населения Восточной Украины сократилось с 2084 человек в 2014 году до 18 человек в 2021, и гражданские умирали как от снарядов украинской армии, так и от снарядов военных из ЛНР/ДНР, а законы Украины о языке и образовании, несмотря на критику, далеки от того, чтобы перейти черту геноцида.

### Заявления о геноциде русских
Обвинения Путина в адрес Украины в проведении в Донбассе политики геноцида были широко отвергнуты как необоснованные ведущими мировыми политиками и специалистами.
Профессор русского языка и лингвистики в Лейденском университете Эгберт Форчун в своей статье для Russian Linguistics пишет, что Россия выдвинула обвинения в геноциде русскоговорящего населения Украины нацистским правительством Зеленского в качестве одной из главных причин атаки на Украину. Эти обвинения Форчун обобщил в целый пропагандистский образ «Русофобское нацистское правительство Украины совершает геноцид русских», основанный на воспоминаниях о Второй мировой войне. Образ начал всё больше появляться в российской пропаганде после революции 2014 года на Украине. В России, пишет обозреватель, зритель часто не имеет возможности проверки поступающей информации, и многие верят картине, представляемой государственными СМИ. Форчун отмечает, что основной целью пропагандистских утверждений РФ о геноциде русскоговорящих на Украине является поддержка политики РФ по отношению к Украине, в частности аннексии Крыма, поддержки самопровозглашённых ДНР и ЛНР, а с 2022 года и поддержка вторжения на Украину, и что пропагандистский образ является частью концепции «русского мира», использующей русский язык и культуру для расширения сферы влияния РФ. Исследователь заявляет, что статус русского языка на Украине используется как оружие, один из факторов, в конце концов приведших к фактическим военным преступлениям россиян против жителей Украины, как украиноязычных, так и русскоязычных, и что пропагандистский приём расчеловечивания украинцев, в том числе через использование терминов «нацист», «фашист» и «геноцид», способствовал зверствам, которые российские войска совершали и продолжают совершать на Украине.
Генеральный секретарь ООН Антониу Гутерриш отказался считать события в Донбассе геноцидом. Он заявил, что «геноцид — это преступление, у которого есть чёткое определение, и использовать его следует в соответствии с международным законодательством. Я думаю, это не тот случай». Канцлер Германии Олаф Шольц назвал заявление Путина о геноциде «смехотворным». Геноцид в Донбассе отвергает также председатель комиссии ЮНЕСКО по предотвращению геноцида Александр Хинтон. Заявление по данному поводу выпустила Международная ассоциация исследователей геноцида. В нём сказано, что «российский президент Владимир Путин оправдывал вторжение, обвиняя Украину в совершении геноцида против русскоговорящих граждан. Путин ложно присваивает и эксплуатирует термин геноцид для оправдания вторжения в суверенное государство».
В Международном суде ООН с 7 марта 2022 года проходили слушания по иску Украины к России. Украина утверждала, что Россия для оправдания агрессии использовала ложное толкование Конвенции 1948 года о предупреждении преступления геноцида и наказании за него, подписанной обеими сторонами. Представители России не явились на процесс, предварительно об этом уведомив суд. В качестве официальной причины было заявлено, что рассмотрение данного дела не входит в компетенцию суда. Решение было вынесено 16 марта, и российская сторона также не признала его, указав на отсутствие согласия сторон.
Международное право не позволяет одностороннее применение вооружённой силы для предотвращения геноцида.

### Угроза применения ядерного оружия
В своей речи Путин заявил, что «[Они] должны знать, что ответ России будет незамедлительным и приведёт вас к таким последствиям, с которыми вы в своей истории ещё никогда не сталкивались». Многие эксперты расценили эти слова Путина как угрозу применения ядерного оружия. Эта точка зрения укрепилась, когда на третий день войны, 27 февраля, Путин приказал министру обороны РФ привести стратегические силы сдерживания (включающие ядерные силы) в особый режим боевого дежурства. Причиной этому он назвал новые экономические санкции, а также «агрессивные высказывания» со стороны Запада.
Верховный представитель Евросоюза по иностранным делам и политике безопасности Жозеп Боррель, старший научный сотрудник Брукингского института Майкл Э. О’Хэнлон и вице-президент Associated Press Джон Данишевски расценили слова Путина про возможный ответ на вмешательство в конфликт как угрозу применения ядерного оружия.

### Другие утверждения
Американский историк Тимоти Снайдер заметил в речи Путина искажение истории, поскольку тот использовал неверное утверждение об отсутствии на Украине независимой национальной идентичности, отдельной от России. Путин рассматривает бывшие советские республики как оторванные части России и не представляет Украину как независимое государство. Украина же после протестов на Евромайдане в 2013 году выбрала прозападный путь развития. Смысл, который вкладывает в речь Путин, Снайдер видит в отсутствии легитимности украинского правительства.

## Исторические параллели
Издания УНИАН и Радио Свобода провели сравнения с речью Гитлера, произнесённой во время вторжения в Польшу немецкой армии 1 сентября 1939 года. В частности, Путин заявлял об издевательствах над населением ДНР и ЛНР со стороны украинских властей, точно так же, как и Гитлер говорил о якобы имевшем место притеснении немецкого населения Данцига и Польского коридора со стороны польского правительства. Также, оба политика заявляли, что якобы пытались разрешить возникшие противоречия мирным путём. Созвучны были также и обещания Гитлера атаковать только военные цели с аналогичными высказываниями от Министерства обороны России.

### Комментарии
1. ↑  Расшифровка речи с сокращениями: Путин объявил о начале военной операции в Донбассе. Вот расшифровка его речи. https://paperpaper.ru. Бумага (24 февраля 2022). Дата обращения: 5 марта 2022. Архивировано 4 марта 2022 года.
2. ↑  Полная расшифровка речи: Обращение Президента Российской Федерации от 24 февраля 2022 года. kremlin.ru (24 февраля 2022). Дата обращения: 5 марта 2022. Архивировано 25 февраля 2022 года.
3. ↑  Стратегические силы сдерживания // Справочник по терминологии в оборонной сфере